# Čebelarski center Maribor
Čebelarski center se nahaja "pod Pohorjem" in obiskovalcem ponuja vse o medu in z njim povezanih zanimivostih. Ogled čebelnjaka, ogled dela čebel na satju, itd. Zanimivo je predvsem to, da nam ne omogočajo samo ogleda in predstavitve ampak seveda tudi degustacijo posameznih vrst medu (hojev med, smrekov, kostanjev, akacijev, lipov, cvetlični in gozdni), kar je zelo privlačno predvsem za turiste. Ponujajo pa seveda tudi pokušino medic, medenih likerjev in medenovca (medenovega žganja) ter medenega šampanjca, vendar je za to potrebno obiskati Ambroževo klet v Dvorcu Betnava. Prav tako je v prostorih Dvorca Betnava skozi vso leto na voljo tudi stalna razstava.

## VIRI
- Maribor-pohorje.si/cebelarska-zveza-drustev-maribor[mrtva povezava]